# 舛成孝二
舛成孝二（日语：／ Masunari Kōji，1965年1月1日—），日本男性動畫導演、電影導演、演出家、編劇。出身於島根縣津和野町。STUDIO SBISUS所屬。
島根縣立津和野高等學校商業科、國際動畫學院畢業。代表作是擔任導演的《R.O.D -READ OR DIE-》、《神樣中學生》（第9屆日本新媒體動漫藝術節動畫部門優秀奬）、《歡迎來到宇宙秀》（柏林國際影展入圍作品）。

## 人物簡介
早期以的名義活動。2001年，首次擔任導演的OVA作品《R.O.D -READ OR DIE-》獲得廣大迴響和相當高的評價，之後2003年導演親自將續集製作成電視動畫標題《R.O.D -THE TV-》播出。
《R.O.D -THE TV-》播放終了後一度無業，於是決定與倉田英之、落越友則3人一起組成「Bésame Mucho」，進行原創電視動畫《神樣中學生》的企劃，2005年導演作品《神樣中學生》讓他作為導演的聲譽不可動搖。身為動畫片頭和片尾的演出家，他參與了許多系列。
另外和漫畫家飯綱義經參加同人創作，主要發表竹本泉作品的二次創作。在接受專訪時說「R.O.D系列主角的工作對男生而言是無法接受的」。
其風格上，這是一種略帶偏見的美少女動畫風格，將所有主要角色與美少女固定在一起，並在其中詳細描繪了社區。他之所以只畫美少女作為主角而不想演戲的原因是因為身邊的男生太多了。

## 參加作品

### 電視動畫
1985年
- 六三四之劍（動畫）
- 排球傳說（日语：ラブ・ポジション ハレー伝説）（動畫）

1986年
- 楓葉鎮物語（動畫）

1987年
- 肥牛牛布斯（分鏡、演出）

1988年
- IQ零蛋多毛狗（日语：どんどんドメルとロン）（分鏡、演出）
- 光頭騙子禿丸（日语：つるピカハゲ丸）（分鏡、演出）

1989年
- 偶像英里子傳說（分鏡、演出）
- 天空戰記（演出）

1990年
- 偶像天使陽子 （分鏡）
- NG騎士檸檬汽水&40（分鏡、演出）※名義。
- 冒險少女娜汀亞（演出）

1994年
- 非常偶像Key（分鏡、演出）

1995年
- 天地無用！ （分鏡、OP演出、ED演出）
- 異次元的世界（ED分鏡&演出）

1996年
- 魔法少女砂沙美（ED分鏡&演出）

1998年
- 大運動會（ED演出）
- 機器人播音員 MAICO2010（日语：MAICO2010）（導演）

1999年
- 南海奇皇（日语：南海奇皇）（演出）
- D4朵莉絲 （分鏡）
- 進化戰記 （分鏡）
- 臣士魔法劇場 利斯基☆塞夫提（日语：臣士魔法劇場 リスキー☆セフティ）（導演）
- 平行世界物語（日语：デュアル!ぱられルンルン物語）（ED演出）

2001年
- 心之圖書馆（導演）

2002年
- 尋找滿月（OP分鏡&演出）
- 笑園漫畫大王（分鏡、演出）

2003年
- Milkyway（分鏡）
- R.O.D -THE TV-（導演[2]）

2004年
- 火影忍者（ED分鏡）
- 御行者 AMDRIVER（日语：Get Ride! アムドライバー）（第2期OP&ED分鏡&演出）

2005年
- 蜂蜜與四葉草 （分鏡、演出）
- 神樣中學生（導演[3]）

2006年
- 鍊金三級魔法少女 （第11話A章節分鏡）

2010年
- 火影忍者疾風傳（ED分鏡&演出）
- 我的妹妹哪有這麼可愛！（分鏡）

2011年
- 偶像大師（分鏡）

2012年
- 魔奇少年 The labyrinth of magic（導演、分鏡）

2013年
- 魔奇少年 The kingdom of magic（導演）

2015年
- 偶像大師 灰姑娘女孩（分鏡）

2017年
- GRANBLUE FANTASY The Animation（ED分鏡&演出）

2018年
- Slow Start（分鏡）
- DARLING in the FRANXX（分鏡）

2019年
- 天使降臨到我身邊！（分鏡）
- Fate/Grand Order -絕對魔獸戰線巴比倫尼亞-（分鏡）

2020年
- 22/7（分鏡）
- 放學後堤防日誌（分鏡）
- 總之就是很可愛（分鏡）

2021年
- 藍色時期（總導演、分鏡）

2022年
- 明日同學的水手服（分鏡）

2023年
- 【我推的孩子】（分鏡）

### 電影動畫
1996年
- 劇場版 天地無用！in LOVE（演出）

2006年
- 劇場版 火影忍者：大興奮！三日月島上的動物騷亂（分鏡、演出協力）

2010年
- 歡迎來到宇宙秀（導演）

### OVA
1986年
- Babi Stock II The Revenge of Eyesman 愛之鼓動的彼方（動畫）
- 加州危機 追擊的槍火（日语：カリフォルニア・クライシス 追撃の銃火）（動畫）

1987年
- 賽道天使 ～排位的決意～（演出助手）

1990年
- 1加2等於樂園（日语：1加2等於樂園）（演出）

1991年
- NG騎士檸檬汽水&40 EX 畢克龐貝達城冒險 愛的狂瀾大作戰（導演）※名義。

1993年
- 幸運女神（分鏡、演出）
- JoJo的奇妙冒險（分鏡、演出）

1994年
- Rance ～沙漠的加緹安～（OP分鏡）
- KO世紀三獸士（OP演出）

1995年
- 機械女神R（導演）※名義。

1997年
- 神秘的世界2（ED分鏡&演出）
- 妙筆小呆（日语：フォトン (OVA)）（導演）

2001年
- R.O.D -READ OR DIE-（導演）

## 腳註